# Liste der denkmalgeschützten Objekte in Stanz bei Landeck
Die Liste der denkmalgeschützten Objekte in Stanz bei Landeck enthält die 10 denkmalgeschützten, unbeweglichen Objekte der Tiroler Gemeinde Stanz bei Landeck im Bezirk Landeck.

## Denkmäler
| Foto |                 | Denkmal                                                                              | Standort                                          | Beschreibung | Metadaten |
| ---- | --------------- | ------------------------------------------------------------------------------------ | ------------------------------------------------- | --- | --- |
| ja   | Datei hochladen | Kath. Pfarrkirche hll. Peter und Paul HERIS-ID: 55924 Objekt-ID: 64835 TKK: 22674    | bei Stanz bei Landeck 7a Standort KG: Stanz       | Die Kirche wurde 1449 erstmals urkundlich erwähnt, geht aber vermutlich ins 13. Jahrhundert zurück. Der heutige einfache gotische Saalbau weist einen eingezogenen Chor mit 3/8-Schluss und einen ursprünglich romanischen Turm mit gekuppelten Schallfenstern und einem Giebelspitzhelm aus dem 19. Jahrhundert auf. Die Fassaden sind mit einem Kaffgesims, Dreiecklisenen, Eckstrebepfeilern und einem Maßwerkfries in Freskotechnik gegliedert. Das dreijochige Langhaus weist ein Netzrippengewölbe, Wandpfeiler mit Runddiensten und Wappenschilde an den Rippenschnittpunkten auf. Der einjochige, leicht aus der Langhausachse verschobene Chor wird durch einen rundbogig abgefassten Triumphbogen vom Langhaus getrennt. | BDA-Hist.: Q38068813 Status: § 2a Stand der BDA-Liste: 2025-06-30 Name: Kath. Pfarrkirche hll. Peter und Paul GstNr.: .11 Pfarrkirche hll. Peter und Paul, Stanz bei Landeck   |
| ja   | Datei hochladen | Kriegerdenkmal HERIS-ID: 77073 Objekt-ID: 90676 TKK: 29321                           | neben Stanz bei Landeck 7a Standort KG: Stanz     | Das Kriegerdenkmal an der Friedhofsmauer neben der Totenkapelle wurde um 1954 errichtet. Es besteht aus einer Bronzefigur Maria mit Kind, flankiert von den Namen der Gefallenen und Vermissten beider Weltkriege in Metalllettern. | BDA-Hist.: Q38148331 Status: § 2a Stand der BDA-Liste: 2025-06-30 Name: Kriegerdenkmal GstNr.: 682/2                                                                           |
| ja   | Datei hochladen | Friedhof hll. Peter und Paul HERIS-ID: 77074 Objekt-ID: 90677 TKK: 115725            | neben Stanz bei Landeck 7a Standort KG: Stanz     | Der von einer Umfriedungsmauer eingefasste Friedhof um die Pfarrkirche wurde urkundlich 1482 erstmals erwähnt und im 20. Jahrhundert nach Nordwesten erweitert. | BDA-Hist.: Q38148341 Status: § 2a Stand der BDA-Liste: 2025-06-30 Name: Friedhof hll. Peter und Paul GstNr.: 682/2                                                             |
| ja   | Datei hochladen | Aufbahrungshalle, Totenkapelle HERIS-ID: 77072 Objekt-ID: 90675 TKK: 29320           | gegenüber Stanz bei Landeck 8a Standort KG: Stanz | Die Totenkapelle wurde 1975 in Mischbauweise aus Beton, Holz und Glas errichtet. Sie weist ein sehr steiles Satteldach, einen verglasten Giebel und einen vorhallenartigen Eingangsbereich auf Holzsäulen auf. | BDA-Hist.: Q38148320 Status: § 2a Stand der BDA-Liste: 2025-06-30 Name: Aufbahrungshalle, Totenkapelle GstNr.: .101                                                            |
| ja   | Datei hochladen | Doppelhaus HERIS-ID: 40267 Objekt-ID: 40175 TKK: 22697                               | Stanz bei Landeck 8 Standort KG: Stanz            | Das sogenannte Jaggeleshaus soll einst das Dienstbotenhaus des Schlosses Schrofenstein gewesen sein, es wurde bis 1949 als Doppelhaus genutzt. Der zweigeschoßige Bau mit Satteldach stammt im Kern vermutlich aus dem 16. Jahrhundert, 1957 wurde er weitgehend erneuert. Der Mittelflurgrundriss ist giebelseitig mit einem spitzbogigen, abgefasten Hausteinportal erschlossen, alle Fenster mit ihren tiefen abgeschrägten Gewänden sind von Dekorationsmalerei (um 1957) gerahmt. An der östlichen Giebelfassade Wandmalerei Christus als Sähmann von Norbert Strolz aus dem Jahr 1957. Im Erdgeschoßflur Stichkappengewölbe. | BDA-Hist.: Q37993807 Status: Bescheid Stand der BDA-Liste: 2025-06-30 Name: Doppelhaus GstNr.: .14                                                                             |
| ja   | Datei hochladen | Widum Stanz HERIS-ID: 55923 Objekt-ID: 64834 TKK: 22675                              | Stanz bei Landeck 13 Standort KG: Stanz           | Der zweigeschoßige Mauerbau stammt im Kern vermutlich aus dem 16. Jahrhundert. Giebelseitig erschlossener Mittelflurgrundriss unter Satteldach. An beiden Giebelfassaden Rundbogenportale. Gemalte dekorative Fenster- und Türumrahmungen sowie Eckquader. An der westlichen Traufseite Wandmalereien (Guter Hirte und Inschriftenfeld) von Andreas Weißenbach aus Imst aus dem Jahr 1960. | BDA-Hist.: Q38068804 Status: § 2a Stand der BDA-Liste: 2025-06-30 Name: Widum Stanz GstNr.: .23 Widum, Stanz                                                                   |
| ja   | Datei hochladen | Bauernhaus HERIS-ID: 40268 Objekt-ID: 40176 TKK: 22692                               | Stanz bei Landeck 22 Standort KG: Stanz           | Der Einhof stammt im Kern aus dem 14. Jahrhundert. Der Wohnteil ist ein zweigeschoßiger Mauerbau mit traufseitig erschlossenem Mittelflurgrundriss unter Satteldach mit senkrecht verschaltem Giebel und verziertem Fluggespärr. An der westlichen Giebelseite im Erdgeschoß wurde im 16. Jahrhundert ein Backofen aus Bruchsteinmauerwerk angebaut. Im Obergeschoß befinden sich zwei sehr kleine, in ihrer ursprünglichen Größe erhaltene Fenster sowie eine von dekorativer Malerei umrahmte Rundbogennische. Die von Putten flankierte Nische zeigt eine Darstellung der Kreuzigung Christi aus der Zeit um 1600. An der nördlichen Traufseite befindet sich ein gotisches, abgefastes Hausteinportal. Im Inneren haben sich teilweise Stichkappengewölbe sowie eine Stube von 1700 erhalten. Der östlich anschließende Wirtschaftsteil besteht aus einem gemauerten Stall und einer Tenne in Blockbauweise. | BDA-Hist.: Q37993816 Status: Bescheid Stand der BDA-Liste: 2025-06-30 Name: Bauernhaus GstNr.: .50 Bürgerhaus 22, Stanz bei Landeck                                            |
| ja   | Datei hochladen | Kapelle hl. Laurentius und hl. Sebastian HERIS-ID: 55925 Objekt-ID: 64836 TKK: 22678 | neben Stanz bei Landeck 26 Standort KG: Stanz     | Die gemauerte Kapelle mit 3/8-Chorschluss, steilem, geschmiegtem Satteldach und doppeltem Dachreiter wurde 1703 errichtet. An der Giebelfassade befindet sich ein spitzbogiges Portal mit abgefastem Gewände, flankiert von Rechteckfenstern. Der Innenraum ist mit einem reich stuckierten Tonnengewölbe mit Stichkappe sowie Wandpilastern mit Stuckdekor versehen. | BDA-Hist.: Q38068824 Status: § 2a Stand der BDA-Liste: 2025-06-30 Name: Kapelle hl. Laurentius und hl. Sebastian GstNr.: .75/2 Kapelle hl. Laurentius und hl. Sebastian, Stanz |
| ja   | Datei hochladen | Ehemaliger Gasthof Löwen HERIS-ID: 40269 Objekt-ID: 40177 TKK: 22703                 | Stanz bei Landeck 57 Standort KG: Stanz           | Das Wohngebäude eines Paarhofes stammt im Kern aus dem 16. Jahrhundert. Das materiell geteilte, zweigeschoßige Gebäude mit der Firstseite parallel zum Hang ist aus Findlingen und Bruchsteinen aufgemauert. Das segmentbogige Portal an der Giebelfassade ist über eine doppelläufige Freitreppe mit Eisengeländer erschlossen. Die Fresken aus der 2. Hälfte des 18. Jahrhunderts zeigen ein Wirtshauszeichen in Form eines Kugel-Baumes, flankiert von einem Löwenpaar, Madonna mit Kind und dem hl. Josef. An der Rückseite befindet sich ein Zubau in senkrecht verbretterter Riegelbauweise mit Satteldach. Im Inneren haben sich gewölbte Kellerräume und getäfelte Stuben erhalten. Das Gebäude ist das Geburtshaus des Barockbaumeisters Jakob Prandtauer. Anlässlich seines 300. Geburtstages wurde 1960 neben dem Eingang eine Gedenktafel angebracht.                                                | BDA-Hist.: Q37993826 Status: Bescheid Stand der BDA-Liste: 2025-06-30 Name: Ehem. Gasthof Löwen GstNr.: .27                                                                    |
| ja   | Datei hochladen | Burgruine Schrofenstein HERIS-ID: 40270 Objekt-ID: 40178 TKK: 22691                  | Stanz bei Landeck Standort KG: Stanz              | Die Burg auf einer steilen Felsnase war eine Gründung der seit 1239 nachweisbaren Schrofensteiner und ein churisches Lehen. Nach dem Aussterben der Schrofensteiner war sie von 1546 bis 1775 im Besitz der Trautson, ab 1808 war sie in bäuerlichem Besitz. Ab etwa 1840 begann sie zu verfallen. Die Burg besteht aus einem bergfriedartigen Hauptbau und einem talseitigen kleineren Anbau, die in mehreren Bauphasen zwischen 1200 und dem 14. Jahrhundert errichtet wurden. | BDA-Hist.: Q1013918 Status: Bescheid Stand der BDA-Liste: 2025-06-30 Name: Burgruine Schrofenstein GstNr.: .1, .2 Burg Schrofenstein                                           |